# Брена (Еро)
Брена (фр. Brenas) је насељено место у Француској у региону Лангдок-Русијон, у департману Еро.
По подацима из 2011. године у општини је живело 49 становника, а густина насељености је износила 4,63 становника/km².

## Демографија
| 1962. | 1968. | 1975. | 1982. | 1990. | 1999. | 2011. |
| ----- | ----- | ----- | ----- | ----- | ----- | ----- |
| 52    | 31    | 31    | 30    | 8     | 25    | 49    |